# روسلان اولیخور
روسلان اولیخور (به روسی: Руслан Олихвер) (زاده ۱۱ آوریل ۱۹۶۹) بازیکن سابق تیم ملی والیبال روسیه و مدیر عامل باشگاه دینامو کراسنودار است. ایگور از سال ۱۹۹۳ تا ۲۰۰۲، عضو تیم ملی والیبال روسیه بود. او به همراه تیم ملی اتحاد جماهیر شوروی و روسیه مدال نقره المپیک ۲۰۰۰ سیدنی، یک قهرمانی و سه نایب قهرمانی لیگ جهانی، دو قهرمانی و یک سومی جام جهانی، یک نایب قهرمانی و یک سومی در قهرمانی جهان و یک قهرمانی دو نایب قهرمانی در قهرمانی اروپا را به دست آورد. او در رده باشگاهی نیز در تیم های ریگا، مودنا، رپورت سوزانو، کونئو، لوزنایکی، زنیت کازان و نووی اورنگوی بازی کرده و دو قهرمانی سوپر لیگ برزیل و دو قهرمانی سوپر جام اروپا و یک قهرمانی سری آ ایتالیا را به همراه این تیم های معتبر به دست آورده است.